# Limnonectes kohchangae
Limnonectes kohchangae é uma espécie de anfíbio da família Ranidae.
Pode ser encontrada nos seguintes países: Camboja e Tailândia.
Os seus habitats naturais são: florestas secas tropicais ou subtropicais, florestas subtropicais ou tropicais húmidas de baixa altitude, rios, plantações, jardins rurais e florestas secundárias altamente degradadas.
Está ameaçada por perda de habitat.